# Panus
Genre

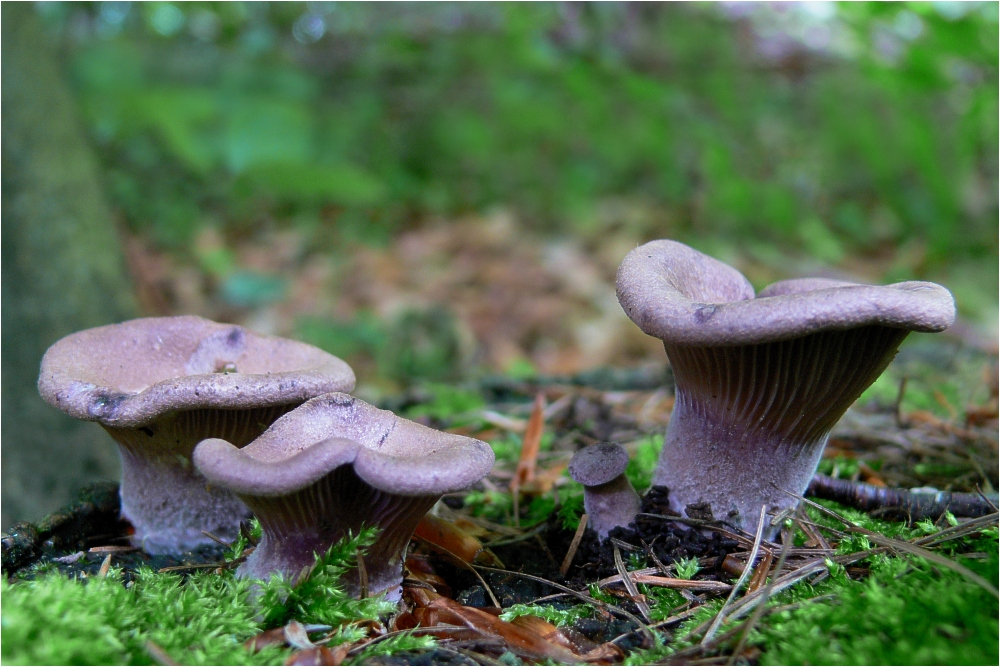
Panus conchatus

Panus est un genre de champignons basidiomycètes de la famille des polyporacées.

## Liste des espèces
Selon NCBI (19 nov. 2011) :
- Panus ciliatus
- Panus conchatus
- Panus fasciatus
- Panus fulvus
- Panus giganteus
- Panus johorensis
- Panus lecomtei
- Panus rudis
- Panus similis
- Panus strigellus
- Panus velutinus